# Вовна

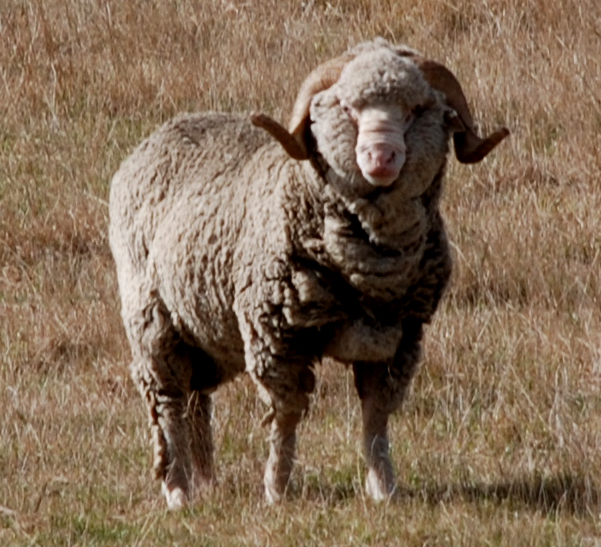
Австралійський меринос — вівця готова до підстригання

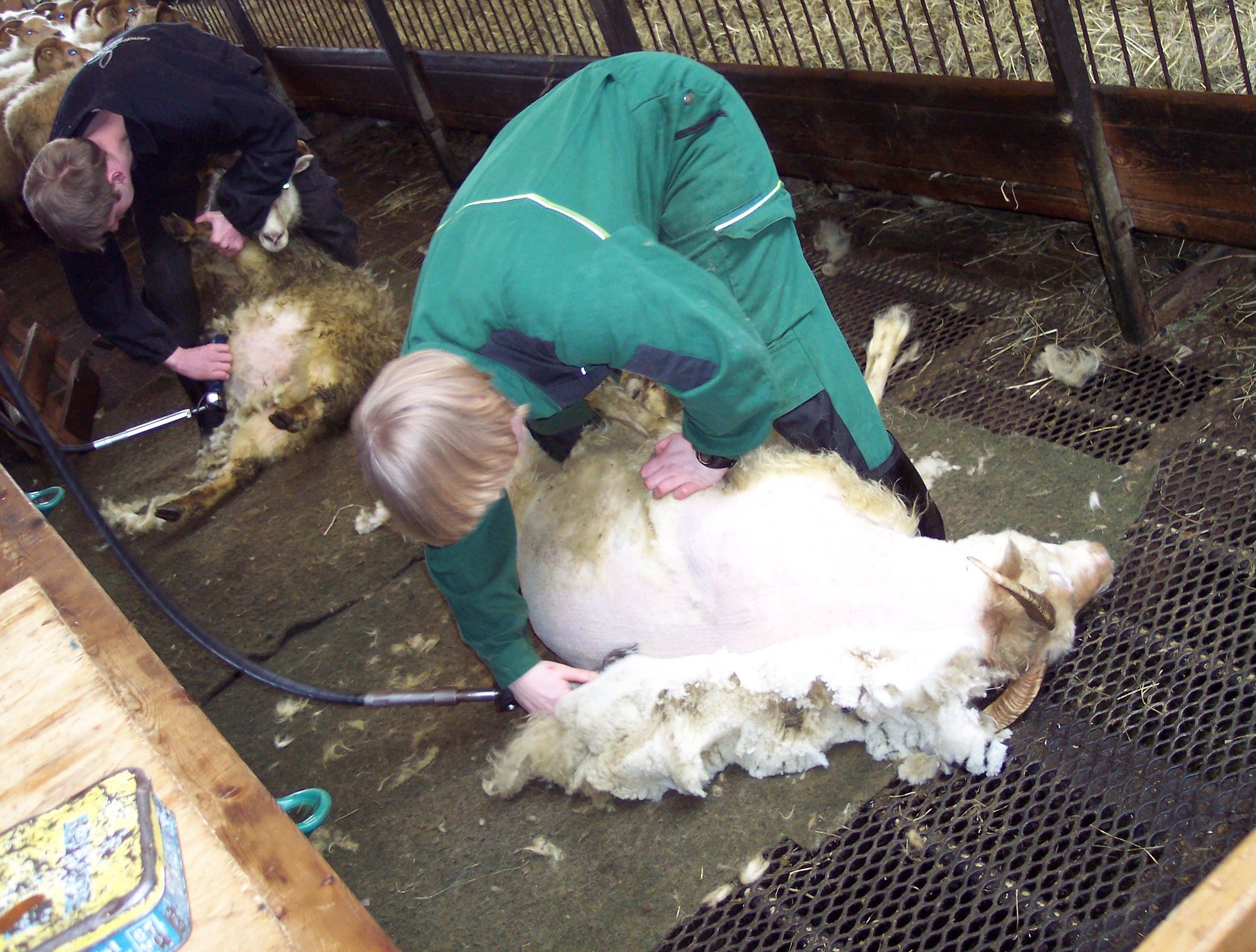
Стрижка — спосіб добування вовни

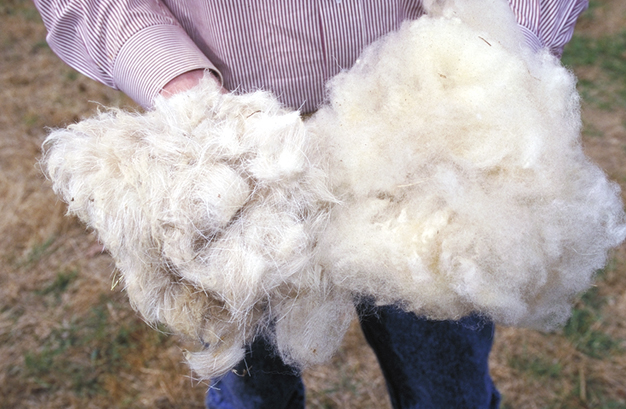
Вовна з виголеної вівці

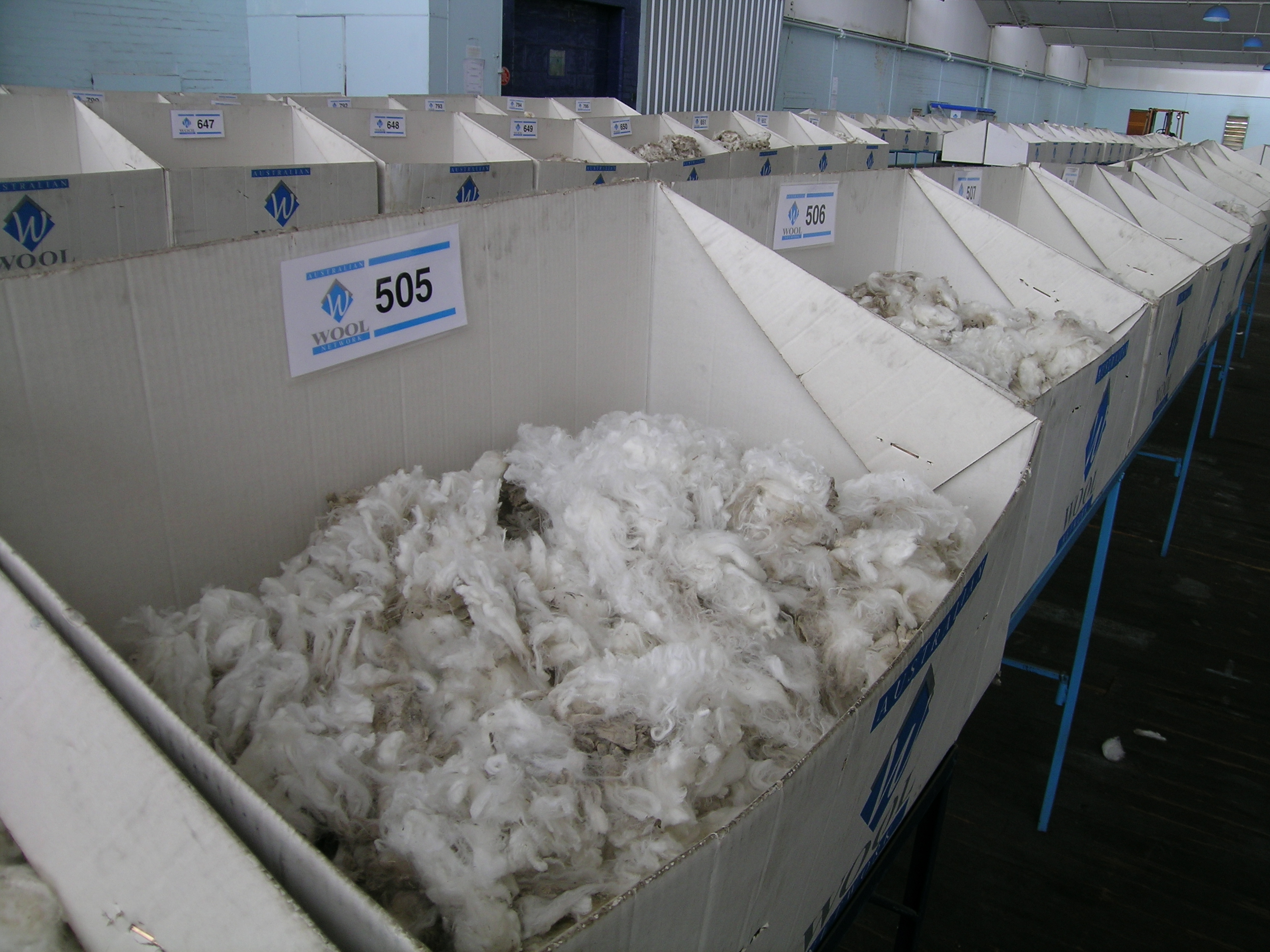
Різні сорти вовни

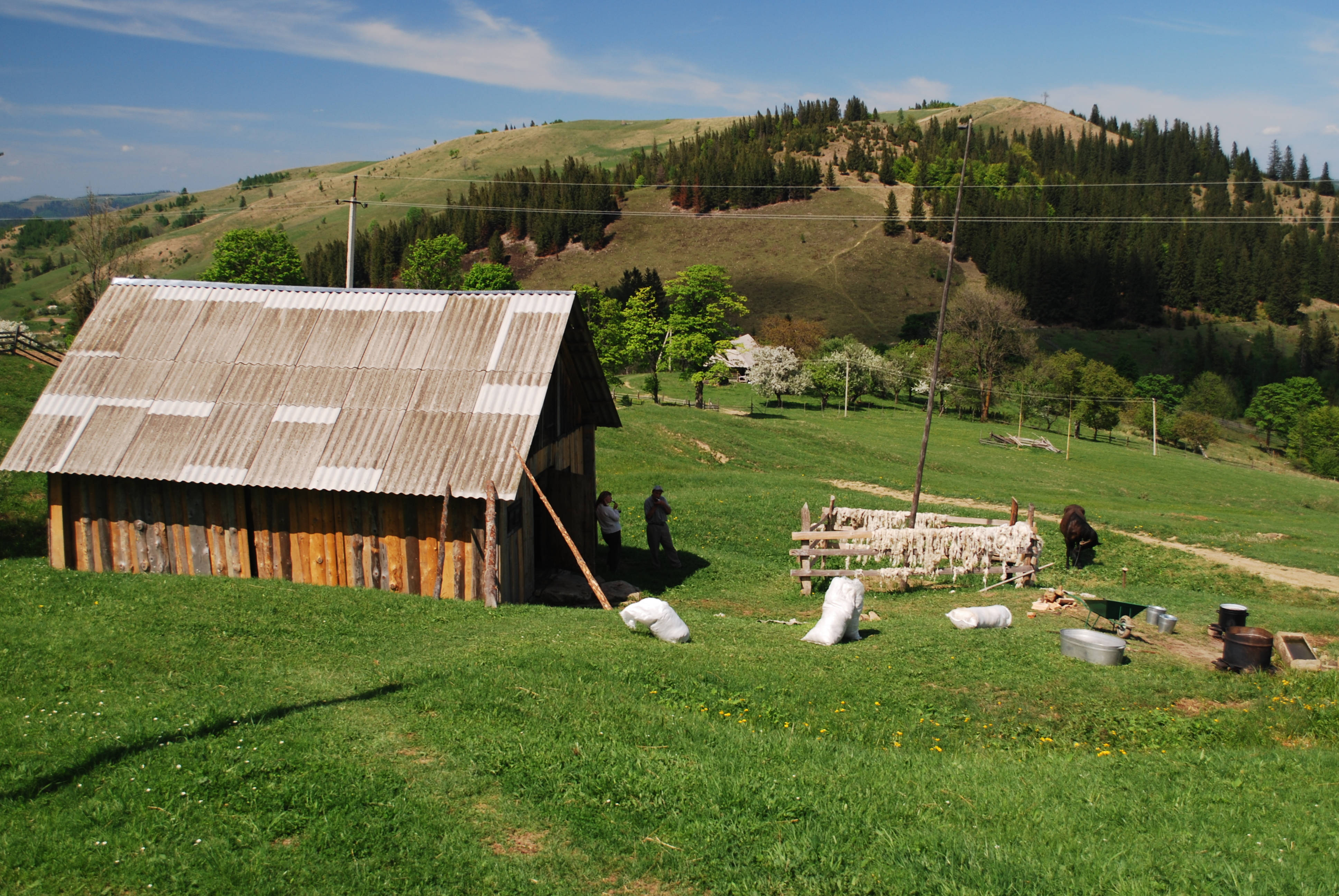
Просушування вовни в Карпатах

Во́вна — тонка довга шерсть тварин, яку використовують у текстильній промисловості як сировину для виготовлення вовняних тканин. Найпоширенішою у світі є овеча вовна, саме тому дуже часто коли говорять про вовну мають на увазі саме її. Часом слово вовна використовують як спеціальний термін на означення овечої шерсті. Наприклад в усій класифікації УКТЗЕД термін «вовна» означає вовну овець або ягнят. Назву «вовна» можна також вживати для позначення з'єднань волокон з вовни овець або ягнят і видів шерсті (альпака, вігоні, верблюда, кашмірської і кешгорської кіз, лами та і інші). Основними виробниками і експортерами вовни є такі країни: Австралія, Нова Зеландія, Китай, Уругвай, Аргентина, ПАР, країни Середньої Азії.
У світовій практиці волокна мають різні позначення на етикетках: wool, Wolle, laine, vune.

## Етимологія
Українське вовна походить від прасл. *vьl̥na («вовна», «хвиля»). Споріднене з біл. воўна, рос. діал. волна, болг. вълна, серб. ву̏на/vuna, словен. vóɫna, чеськ. і словац. vlna, пол. weɫna, в.-луж. woɫma, н.-луж. waɫma. Праслов'янське *vьl̥na вважається похідним
від праіндоєвроп. кореня *u̯el — «смикати» (друге значення — «валити»). Спорідненими вважають слова з тим же значенням в інших індоєвропейських мовах: латис. vil̃na, нім. Wolle, англ. wool, лат. lāna, грец. λῆνος, дав.-інд. ū́rṇā.

## Властивості овечої вовни
Вовняні волокна, по суті, складаються з білка типу кератину і мають властиву лускату поверхню. Вони еластичні, дуже гігроскопічні (поглинають вологу з повітря) і, як правило, мають помітні властивості звалюватися. Вовна важко займається (горить лише в полум'ї, поза полум'ям горіння припиняється), але обвуглюючись, виділяє запах, подібний до запаху паленого рога.
Виробляється з вовни домашньої вівці. Пряжа буває різної якості, але в порівнянні з іншими видами пряжі від домашніх тварин, її характеристики однорідніші. Для пряжі з вовни домашньої вівці дуже важливим скоріше є не походження, а обробка. Овець стрижуть у чітко визначений сезон, потім, вовну миють, очищають від сторонніх тіл, фарбують і прядуть. В усіх цих процесах є свої особливості, які додають вовняній пряжі різних якісних характеристик. Вовняна пряжа легша, ніж рослинна й еластичніша, вона краще утримує тепло. Не так швидко намокає у вологому середовищі, як бавовна, проте менш міцна. До недоліків вовняної пряжі можна віднести її звалюваність й утворення на ній скочувань при терті. Причому, чим слабкіше скручена пряжа, тим сильніше виявляються ці недоліки.

## Вовна інших тварин
Тонкий волос інших тварин, окрім овець, часом не вважають вовною у вузькому значенні цього слова, з іншого боку саме словосполучення «овеча вовна» вказує, що слово «вовна» має ширше значення. Згідно з класифікацією УКТЗЕД термін «тонкий волос тварин» означає волосяний покров (вовну) альпаки, лами, вікуньї, верблюда, яка, ангорської кози (мохер), тибетських, кашмірських або аналогічних кіз (кашемір), кроля (включаючи ангорського кроля), зайця, бобра, нутрії або ондатри.
Тонкий волос тварин звичайно м'якший і менше витий, ніж вовна. Волос альпаки, лами, вікуньї, верблюда, яка, ангорської кози, кашмірської чи аналогічних кіз або ангорського кроля переважно переробляється, подібно до вовни, у пряжу; його також використовують для виготовлення перук і для виробництва лялькового волосся. Інший тонкий волос тварин (наприклад, зайців, звичайних кролів, бобрів, нутрій або ондатр) звичайно не придатний для прядіння і його використовують для виробництва повсті, набивань, прокладок і т. д.

## Види вовни

### Мериносова вовна
Одержують з тонкорунних мериносових овець. Одними з найкращих вважаються австралійські мериноси. Вовна від цих овець дуже м'яка, до неї рідко додають інші види волокон, і якщо додають, то тільки для того, щоб зробити вовну дешевше, а не поліпшити її якість. Вона є ідеальною для дитячих речей, тому що не подразнює шкіру. Звичайно, багато що залежить від первинної обробки вовни. Навіть таку прекрасну вовну можна зіпсувати недотриманням технології обробки. Вовна мериносової вівці коштує дорожче, ніж вовна звичайної вівці.

### Мохер
Одержують цю пряжу з вовни ангорської кози. Мохерова вовна досить дорога, її найчастіше прядуть з вовняною або штучною ниткою. Мохер добре фарбується. Легко очищається від бруду. Перуть мохер дуже дбайливо, щоб не втратити його «пухнастість».

### Ангора
Ангорська вовна має тваринне походження. Але її одержують не від овець або кіз, а від ангорських кролів. У чистому вигляді цю вовну практично не використовують. По-перше, тому що досить дорога, і, по-друге, тому що зовсім не еластична. Але ангора просто ідеальна в складі вовни, мериносової вовни або акрилу. Вовна ангорського кролика дуже пухнаста, м'яка і тепла.

### Верблюжа вовна
Вовну двогорбого верблюда (бактріана) цінується більше ніж його побратима одногорбого верблюда (дромедара). Верблюжа вовна практично не відбілюється і тому буває або природного кольору, або темного чи чорного кольору.

### Кашемір
Волокна кашеміру одержують з підшерстя Кашмірської кози. Це дуже дорога пряжа, тому що за рік від однієї тварини одержують не більше 100—150 грамів вовни. Пряжа дуже легка, тепла й м'яка, але дуже сприйнятлива до тертя й кошлатання (зкочування волокон у грудочки на поверхні виробів), тому чистого кашеміру Ви практично не знайдете. Як правило, його змішують з вовняним волокном у різних пропорціях.

### Лама й альпака
Альпака — це родич лами, але його вовна цінується дорожче. Кілька десятків років тому вовна лами й альпака була дуже рідкісною й дорогою. Проте сьогодні існує безліч ферм по розведенню цих тварин, так що ціна на цю вовну впала, а сама вовна одержала широке визнання. Але є «гурмани», що віддають перевагу саме вовні перуанських лам й альпака. Це пояснюється тим, що на якість вовни впливає високогір'я. А вовна низинних лам, що розводяться культурно, іноді програє за якістю. Вовну лами й альпака підрозділяють на 22 колірних відтінки. Починаючи від чисто білого, далі бежевого, срібного, коричневого і чорного. Вовну цих тварин фарбують дуже рідко, тому що в них багата природна колірна гама. Через те, що окремі волокна вовни довгі, вовна лами й альпака не звалюється й практично не піддається піллінгу. Пряжа з цієї вовни щільніша ніж з інших видів. Є одна особливість збереження вовни альпака й лами — вона не виносить нафталіну. Тому проти молі використовують природні засоби: лаванду, тютюн або кедр. Пряжу альпаки й лами, як правило, використовують в чистому виді, але є і винятки.

### Вікунья
Вовна верблюда вікунья — це королева серед вовни. Саме вона дає найтоншу у світі вовну. Вовняний покрив вікуньї буває готовим до стрижки лише раз на рік, коли її вовна найтонша. Оскільки вікуньї не приручаються, то стрижуть впольованих чи зловлених тварин. Тому цей вид вовни вельми рідкісний.

### Ківіут
Ківіут або ків'ют — це дуже рідкісна вовна і дуже дорога, одержують її з підшерстя мускусного бика (вівцебика). Пряжа схожа на ясно-сірий кашемір, але на відміну від нього, виріб не сідає. Рідко змішується з іншими видами пряжі. Через високу ціну використовують зазвичай для пошиття спеціального одягу для полярників.